# Фукс, Йехуда
Йехуда Фукс (ивр. יהודה פוקס‎; род. 10 апреля 1969) — генерал-майор Армии обороны Израиля ((накануне выхода в запас)), в последней армейской должности: командующий Центральным военным округом (с 2021 год по 2024 год), командир дивизии «Газа».

## Биография
Йехуда Фукс родился в семье Брахи и раввина Давида Фукса. Он вырос в религиозной сионистской семье и учился в иешиве. Он поступил на службу в Армию обороны Израиля в 1987 году, пошёл добровольцем в десантники и был направлен в 890-й батальон. Прошёл курс подготовки бойца и курс обучения пехоты. В 1989 году он пошёл на курсы офицеров пехоты после долгой борьбы с военными властями, которые поначалу отказывали ему в этом. По окончании курса служил командиром группы в Школе офицеров ЦАХАЛа.
В октябре 1999 года ему присвоено звание подполковника и он был назначен командиром 931-го батальона.